# Desfogonarse
En artillería se llama desfogonarse al quedar inutilizada un arma de fuego cuando por efecto del gran número de disparos efectuados o por haber hecho uso de una carga anormal, queda el oído o fogón excesivamente dilatado.
El Marqués de Santa Cruz en sus Reflexiones militares escribe: "Para librarse de que los oficiales que salgan á capitular observen el mal estado de tus cañones por desfogonados, de tus trincheras por débiles o destruidas, de tus baterías por arruinadas, etc..."